# Парламентские выборы в Лихтенштейне (1945)

Парламентские выборы в Лихтенштейне проходили 29 апреля 1945 года. После «молчаливых» выборов 1939 года, они стали первыми выборами, на которых использовалась пропорциональная избирательная система.
В результате Прогрессивная гражданская партия получила 8 мест из 15 мест Ландтага. Партия осталась в коалиции с Патриотическим союзом.

## Избирательная система
Ранее избиратели писали на бюллетенях имена кандидатов в члены Ландтага в количестве, которое соответствовало количеству избираемых депутатов в данном избирательном округе. По новой системе партии выдвигали списки своих кандидатов. Такие списки служили избирательными бюллетенями и опускались в Избирательные урны.
Был установлен высокий избирательный барьер в 18%. Считается, что это было сделано с целью предотвращения прохождения в парламент нацистских партий, в первую очередь Германского национального движения Лихтенштейна.

## Результаты
| Партия                                 | Партия                                 | Голосов | %    | Мест | +/– |
| -------------------------------------- | -------------------------------------- | ------- | ---- | ---- | --- |
|                                        | Прогрессивная гражданская партия       | 1 553   | 54,9 | 8    | 0 ▬ |
|                                        | Патриотический союз                    | 1 285   | 45,4 | 7    | 0 ▬ |
| Недействительных/пустых бюллетеней     | Недействительных/пустых бюллетеней     | 68      | —    | —    | —   |
| Всего                                  | Всего                                  | 2 906   | 100  | 15   | 0   |
| Зарегистрированных избирателей/Явка, % | Зарегистрированных избирателей/Явка, % | 3 088   | 94,1 | –    | –   |
| Источник: Nohlen & Stöver              |                                        |         |      |      |     |